# 1989 YK8
1989 YK8 är en asteroid i huvudbältet som upptäcktes den 23 december 1989 av de båda japanska astronomerna Seiji Ueda och Hiroshi Kaneda i Kushiro.
Asteroiden har en diameter på ungefär 15 kilometer.